# 다바오다람쥐
다바오다람쥐(Sundasciurus davensis)는 다람쥐과에 속하는 설치류의 일종이다. 필리핀의 토착종이다.

## 특징
꼬리 길이 18.2cm를 제외한 몸길이가 19.8cm로 꼬리가 나머지 몸보다 약간 짧다. 등 쪽은 갈색을 띠고, 주둥이부터 머리를 넘어 등까지 줄무늬 하나가 이어진다.

## 생태
생활사에 대해서는 거의 알려져 있지 않지만, 일차림과 이차림에서 서식하는 것으로 추정된다.

## 분포 및 서식지
필리핀 민다나오섬 북다바오주의 타굼 마다움에서 수집한 표본 한 점만이 알려져 있다.